# Melina Marchetta
Melina Marchetta (25 de marzo de 1965) es una escritora australiana y profesora. Marchetta es más conocida como autora de novelas de adolescente, Buscando a Alibrandi, Saving Francesca y En el camino de Jellicoe. Dos veces ha ganado el premio CBCA (el libro juvenil del año en Australia), en 1993 y 2004. En 2009 ganó el premio Michael L. Printz de la Asociación de Bibliotecas americanas, reconociendo el mejor libro juvenil del año.

## Educación
Melina Marchetta nació en Sídney el 25 de marzo de 1965. Estudió en Rosebank College, pero lo dejó a la edad de quince años para ir a una escuela técnica gracias a lo cual comenzó a trabajar después en el Commonwealth Banco de Australia y más tarde en una agencia de viajes y turismo. Este trabajo la dio confianza para regresar a estudiar y obtener un grado de enseñanza de la Universidad católica australiana. Luego comenzó a trabajar como profesora en St. Mary College de Sydney CBD.

## Buscando a Alibrandi
Su primera novela, Buscando Alibrandi (1992) fue publicada en 14 países y traducida a 11 idiomas. Se le conoce como "el libro más robado de las bibliotecas australianas y tuvo una adaptación al cine en 1999.

## Reconocimiento
Mientras escribía, Marchetta enseñó inglés, italiano y durante aquel tiempo publicó su segunda novela, Saving Francesca en 2003, seguido por En el camino de Jellicoe en 2006. Ambas novelas han sido publicadas en más de 6 países. Jellicoe ganó  en el 2009 el Printz Premio a la "excelencia literaria en literatura juvenil".
Su cuarta novela, fue la fantasía épica de Finnikin de la Roca, (2008) que ganó el Aurealis Premio para novela juvenil y el ABIA (Premios de Industria de Libreros australianos). Narra como Finnikin y su guardian, tras pasar diez años en el exilio, encuentran a una chica, Evanjalin, conocedora de que el heredero al trono de Lumatere, reino ahora maldito, está vivo. 
Marchetta También ha escrito cuentos que incluyen Doce Minutos, junto con revisiones y piezas de opinión para El Heraldo de Mañana de Sydney, El australiano y la Revisión Literaria australiana. También ha sido un escritora-en-residencia en muchos puntos de Australia.
Su quinta novela, Piper's Son (2010) es una novela conectada con Saving Francesca, pero a través de la perspectiva de otro personaje.
Actualmente está trabajando en la adaptación de la película sobre Jellicoe. Está trabajando en otro libro, pero no ha dado ninguna otra información de este.
Sus libros son publicados en España por RBA.

## Vida personal
Melina Marchetta actualmente reside en Sídney. Marchetta Hace visitas frecuentes a escuelas para hablar sobre sus libros. También atiende entrevistas, fichajes de libro, reuniones de club del libro en bibliotecas y librerías y da charlas a alumnado sobre sus novelas. Marchetta Tiene un blog en el cual  anuncia actualizaciones de libros, entrevistas y pensamientos y cualquier cosa en relación con  sus novelas.

## Premios y nominaciones
- Won - CBCA Children's Book of the Year Award: Older Readers for Looking for Alibrandi (1993)
- Won - Film Critics Circle of Australia, Best Screenplay - Adapted for Looking for Alibrandi (2000)[6]
- Won - New South Wales Premier's Literary Awards, Script Writing Award for Looking for Alibrandi (2000)
- Won - Australian Film Institute Award, Best Adapted Screenplay for Looking for Alibrandi (2000)
- Won - BILBY Award: Older Readers winner for Looking for Alibrandi (2000)[7]
- Shortlisted - South Australia Premier's Awards, Children's Literature Award for Saving Francesca (2004)
- Won - CBCA Children's Book of the Year Award: Older Readers for Saving Francesca (2004)
- Shortlisted - Australian Book Industry Awards (ABIA), Australian Book of the Year: Older Children for On the Jellicoe Road (2007)[8]
- Shortlisted - Queensland Premier's Literary Awards, Best Young Adult Book for On the Road (2007)
- Won - Aurealis Award, Young Adult Division, Best Long Fiction for Finnikin of the Rock (2008)
- Won - Michael L. Printz Award for Excellence in Young Adult Literature for On the Jellicoe Road (2009)

## Guiones
Marchetta Escribió el guion para la película basada en En Busca de Alibrandi (1999), una película que protagonizan Pia Miranda, Greta Scacchi y Anthony La Paglia. La película fue un éxito, ganando cinco premios que incluyen un AFI premio y un Premio de Película Independiente, así como el NSW, el premio Literario del premier y el Círculo de Críticos de Cine de Australia.